# Kadiogo (région)
Kadiogo, auparavant nommée Centre, fait partie des 17 régions administratives du Burkina Faso depuis la réorganisation territoriale de juillet 2025.

## Histoire
La région a été administrativement créée le 2 juillet 2001, en même temps que 12 autres par la loi n°2001-013/AN du 02 juillet 2001 portant création des 13 régions du Burkina Faso.
Avant le 2 juillet 2025, la région porte le nom de Centre. Elle est rebaptisée Kadiogo à l'occasion d'une réforme territoriale nationale visant à favoriser l'adoption de noms à ancrage culturel et local.

## Géographie

### Démographie
Population :
- 1 169 633 habitants estimés en 2003[3].
- 2 231 807 habitants recensés en 2006[4].
- 2 231 807 habitants estimés en 2012[5].
- 3 032 668 habitants recensés en 2019[6].

## Administration
Le chef-lieu de la région est établi à Ouagadougou, qui est aussi la capitale du pays.

### Gouverneurs
- Georges Marie Compaoré (2012-2019).
- Sibiri De Issa Ouédraogo (depuis septembre 2019).

### Provinces
La région comprend une seule province :
- le Kadiogo.